# Улица Стеценко (Киев)
Улица Стеце́нко (укр. Вулиця Стеценка) — улица в Подольском, Святошинском и Шевченковском районах города Киева. Пролегает от улицы Академика Щусева и железнодорожного путепровода до проспекта Академика Палладина и Городской улицы в районе Гостомельской площади.
К улице Стеценко примыкают улицы Саратовская, Владимира Сальского, Даниила Щербаковского, гетмана Выговского, Игоря Турчина, Туполева, Газопроводная и площадь Валерия Марченко.
Улица возникла в середине XX века. Современное название — в честь композитора К. Г. Стеценко — с 1957 года. В 1977 году к улице Стеценко присоединена часть Гостомельского шоссе (между нынешними улицами Туполева и Городской), после чего она приобрела современные размеры.

## Застройка
Улица начала застраиваться в 1960-х годах, преимущественно панельными пятиэтажками серии 1-480-15к и кирпичными пятиэтажками серии 1-511 («хрущёвки»). На отрезке между улицами Газопроводной и Городской улица Стеценко пролегает по территории садово-дачных участков «Берковец».

## Географические координаты
координаты начала 50°28′36″ с. ш. 30°25′46″ в. д.
координаты конца 50°29′49″ с. ш. 30°22′08″ в. д.

## Транспорт
- Троллейбусы 5, 16, 23, 35, 36
- Автобусы 14, 47, 90, 103
- Маршрутные такси 166, 223, 410, 439, 512, 719
- Станция метро «Сырец»
- Станция метро  «Академгородок»

## Почтовые индексы
04128, 04136